# Dị hướng từ tinh thể
Dị hướng từ tinh thể là dạng năng lượng trong các vật có từ tính có nguồn gốc liên quan đến tính đối xứng tinh thể và sự định hướng của mômen từ. Trong tinh thể, mômen từ luôn có xu hướng định hướng theo một phương ưu tiên nào đó của tinh thể tạo nên khả năng từ hóa khác nhau theo các phương khác nhau của tinh thể, đó là tính dị hướng từ.
Mỗi tinh thể có một hướng nào đó mà độ từ hóa luôn có xu hướng định hướng theo phương đó, và theo hướng đó, sẽ quá trình từ hóa sẽ diễn ra dễ nhất gọi là trục dễ từ hóa. Và khi từ hóa theo hướng khác (lệch 90o so với trục dễ) thì quá trình từ hóa sẽ khó hơn, và sẽ rất khó đạt trạng thái bão hòa từ, và trục đó gọi là trục khó từ hóa.
Năng lượng dị hướng từ tinh thể được định nghĩa là năng lượng cần thiết để quay mômen từ từ trục khó sang hướng của trục dễ. Bên cạnh nguồn gốc do tính đối xứng tinh thể, dị hướng từ tinh thể còn có thể được tạo ra do ứng suất hay do hình dạng của vật từ hay trật tự của các cặp spin với định hướng khác nhau.

## Bản chất và mô tả dị hướng từ tinh thể
- Cách hiểu đơn giản về dị hướng từ tinh thể là năng lượng liên quan đến tính đối xứng tinh thể. Nhưng về thực chất, năng lượng dị hướng từ tinh thể là dạng năng lượng có được do liên kết giữa mômen từ spin và mômen từ quỹ đạo (liên kết spin - quỹ đạo) và do sự liên kết của điện tử với sự sắp xếp của các nguyên tử trong mạng tinh thể (tương tác với trường tinh thể).
- Dị hướng từ tinh thể mô tả định hướng của độ từ hóa. Một cách tổng quát, năng lượng dị hướng từ tinh thể được biểu diễn bởi chuỗi các hàm cơ bản liên quan tới góc giữa véctơ từ độ và trục dễ từ hóa.
  - Nếu tinh thể có 1 trục dễ từ hóa duy nhất (gọi là dị hướng đơn trục - uniaxial anisotropy) thì năng lượng dị hướng từ tinh thể được cho bởi:

{\displaystyle E=K_{1}.sin^{2}\theta +K_{2}.sin^{4}\theta +...=\sum _{i=1}^{n}K_{n}.sin^{2.i}\theta }
với {\displaystyle \theta } là góc giữa từ độ và trục dễ từ hóa, {\displaystyle K_{i}} là các hằng số dị hướng từ tinh thể mang đặc trưng cho chất.
- - Với tinh thể có đối xứng lập phương thì năng lượng dị hướng từ lại phụ thuộc vào côsin chỉ phương của véctơ từ độ và các trục tinh thể theo công thức:

{\displaystyle E=K_{1}(\alpha _{1}^{2}.\alpha _{2}^{2}+\alpha _{2}^{2}.\alpha _{3}^{2}+\alpha _{3}^{2}.\alpha _{1}^{2})+K_{2}.\alpha _{1}^{2}.\alpha _{2}^{2}.\alpha _{3}^{2}}
với {\displaystyle K_{1},K_{2}..} là hằng số dị hướng từ tinh thể bậc 1, 2..., {\displaystyle \alpha _{1},\alpha _{2},\alpha _{3}} là các côsin chỉ phương giữa véctơ từ độ và các trục tinh thể.

## Trường dị hướng
Các hằng số dị hướng từ tinh thể là các đại lượng đặc trưng cho mỗi loại vật liệu sắt từ (là một thông số nội tại). Từ dị hướng từ tinh thể, ta có khái niệm trường dị hướng là từ trường từ hóa đặt vào đảm bảo để bão hòa từ. Trường dị hướng tỉ lệ thuận với dị hướng từ tinh thể bậc một và tỉ lệ nghịch với từ độ bão hòa:
{\displaystyle H_{A}={\frac {2.K_{1}}{M_{s}}}}
Các vật liệu vô định hình không có dị hướng từ tinh thể. Hoặc trong các vật liệu có cấu trúc hạt nano, dị hướng từ tinh thể có thể bị hiệu dụng hóa thành dị hướng từ tinh thể hiệu dụng.

## Dị hướng từ bề mặt
Trong các vật liệu sắt từ ở dạng màng mỏng, do ở màng mỏng, tỉ số diện tích bề mặt trên thể tích trở nên rất lớn, hiệu ứng bề mặt bắt đầu xuất hiện, do đó dị hướng từ tinh thể trở nên yếu đi và phải thay bằng dị hướng từ bề mặt.

## Phương pháp đo hằng số dị hướng từ tinh thể
- Đo bằng dị hướng kế
- Đo bằng từ kế mẫu rung